# Nowopłetwe
Nowopłetwe (Neopterygii) – podgromada ryb promieniopłetwych obejmująca większość współcześnie żyjących gatunków ryb.

## Ewolucja
Nowopłetwe wyłoniły się w późnym permie, około 250 mln lat temu (późny perm), prawdopodobnie z ganoidów chrzęstnych. Okres ich panowania w wodach całego świata rozpoczął się w erze mezozoicznej i trwa. U pierwszych przedstawicieli tej grupy pojawił się częściowo skostniały szkielet oraz prymitywny pęcherz pławny. Reliktem tej linii rozwojowej są współczesne niszczukokształtne. U pozostałych dwóch grup, które przetrwały do dzisiejszej formy nastąpiła redukcja warstwy ganoiny, co przyczyniło się do zmniejszenia ciężaru łusek. Pojawiła się ruchoma kość szczękowa, prostsza budowa płetw i symetryczna płetwa ogonowa. Dzięki tym zmianom nowopłetwe mogły sprawniej pływać i zdobywać pokarm, stały się zwinnymi,  szybkimi drapieżcami i odniosły sukces ewolucyjny – zdominowały większość zbiorników wodnych na Ziemi.

## Systematyka
Wśród nowopłetwych wyodrębniane są dwie grupy:
- Holostei – ganoidy kostne z rzędami:
  - Semionotiformes – niszczukokształtne
  - Amiiformes – amiokształtne
- Teleostei – doskonałokostne